# ینگجه (نمین)
ینگجه روستایی در ایران است که در استان اردبیل واقع شده‌است. ینگجه ۴۵ نفر جمعیت دارد.